# Hypomolis roseiventris
Hypomolis roseiventris là một loài bướm đêm thuộc phân họ Arctiinae, họ Erebidae.